# From Prada to Nada
From Prada To Nada (no Brasil: Sem Prada Nem Nada) é um filme de comédia estadunidense de 2011 dirigido por Angel Gracia e produzido por Linda McDonough, Chris Ranta, Gary Gilbert, Gigi Pritzker e Lisa Ellzey. 
O filme é estrelado por Alexa Vega e Camilla Belle que interpretam as irmãs Dominguez (protagonistas do filme). O filme foi inspirado na obra literária Razão e Sensibilidade, de Jane Austen.